# Montgomery, Vermont
Montgomery är en kommun (town) i Franklin County i delstaten Vermont, USA. Vid folkräkningen år 2000 bodde 992 personer på orten. Den har enligt United States Census Bureau en area på totalt 147,0 km², allt är land.  